# Ботанічний сад Балі
Ботанічний сад Балі (індонез. Kebun Raya Bali) — найбільший ботанічний сад в Індонезії, площа саду становить 157,5 га. Ботанічний сад є членом BGCI (Міжнародної організації ботанічних садів) і має код BO(B). Організаційно ботанічний сад є філією Богорського ботанічного саду.

## Графік роботи
Ботанічний сад відкритий з 8:00 до 18:00 щодня.

## Загальний опис
Ботанічний сад розташований в гірському районі Бедугул в центральній частині острова Балі, приблизно в 60 км на північ від міста Денпасар на висоті 1250—1450 метрів над рівнем моря.
Діапазон температури у денний час — від 17 °C до 25 °C, в нічний час — від 10 °C до 15 °C. Рівень вологості в середньому становить близько 70-90 %.
Сад був створений 15 липня 1959 року і є центром ботанічних досліджень, освіти і відпочинку, а також місцем збереження гірської флори східної Індонезії. Спочатку сад був відомий як ботанічний сад «Eka Karya», що в перекладі з балійскої мови означає «Вперше створений», тобто «перший індонезійський ботанічний сад, створений після отримання незалежності». Передбачалося, що ботанічний сад Балі буде спеціалізуватися на вирощуванні хвойних рослин, а також буде використовуватися як зона відпочинку.
Розвиток саду призупинился у 1965 році через політичну нестабільність в Індонезії і лише 30 квітня 1975 року сад був знову відкритий, при цьому його площа була розширена до 129,2 га. Новим завданням ботанічного саду стало збереження рослин з гірських районів східної частини країни. У 2001 році площа саду була розширена до 157,5 га.

## Ботанічні колекції
У ботанічному саду росте більше 18000 таксонів рослин, що належать до 2300 видів з гірських районів східної частини Індонезії (Балі, Сулавесі, Молуккські острови і Папуа).
У складі ботанічного саду:
- велика оранжерея орхідей (більше 300 видів),
- колекція комахоїдних рослин,
- сад бамбука (58 видів, з яких шість є ендеміками Балі),
- оранжерея кактусів (68 видів, у тому числі Echinocactus grusonii, Cephalocereus senilis, Mammillaria durispina, Espostoa lanata, площа оранжереї — 500 м²),
- сад папороті (більше 80 видів, площа саду 2 га),
- сад традиційних балийських лікарських рослин (більше 300 видів і сортів),
- сад церемоніальних рослин (130 видів),
- сад рододендронів та азалій (більше 20 видів),
- розарій,
- сад водних рослин (Nymphaea pubescens, Pontederia cordata, Cyperus papyrus, Cyperus flabelliformis, Zantedeschia aethiopica та інші),
- колекція ароїдних (31 рід, 98 видів),
- зимовий сад,
- колекція бегоній (94 види),
- гербарій (10 000 зразків рослин),
- майданчики для відпочинку.

Решту території ботанічного саду займає природний гірський тропічний ліс.
Ботанічний сад Балі є чудовим місцем для спостереження за птахами, тому що в ботанічному саду та його околицях мешкає 79 видів птахів. Кращий час спостереження за птахами — ранок і вечір. В саду також мешкає 27 видів метеликів.

## Галерея

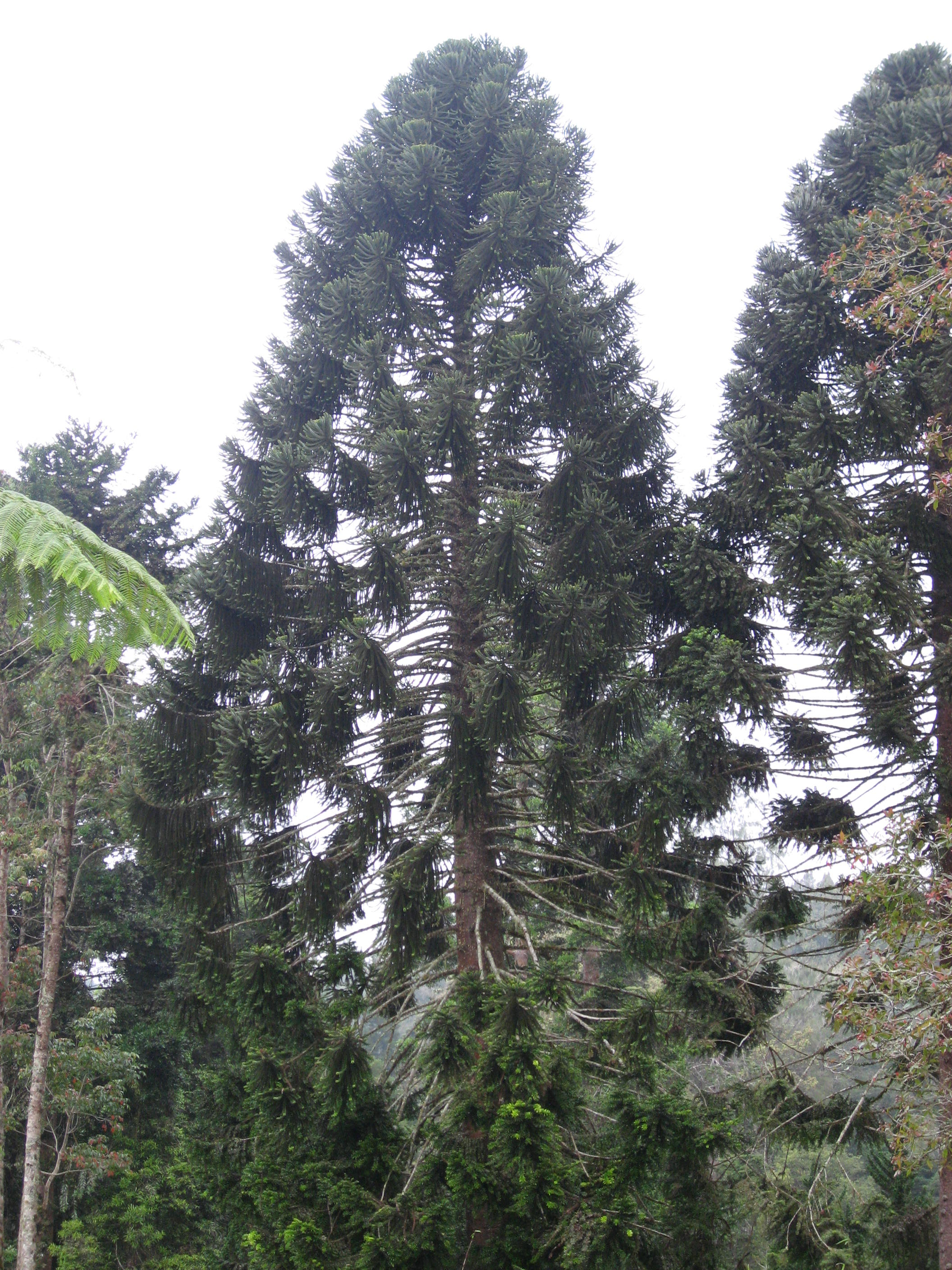
Араукарія Бідвілла
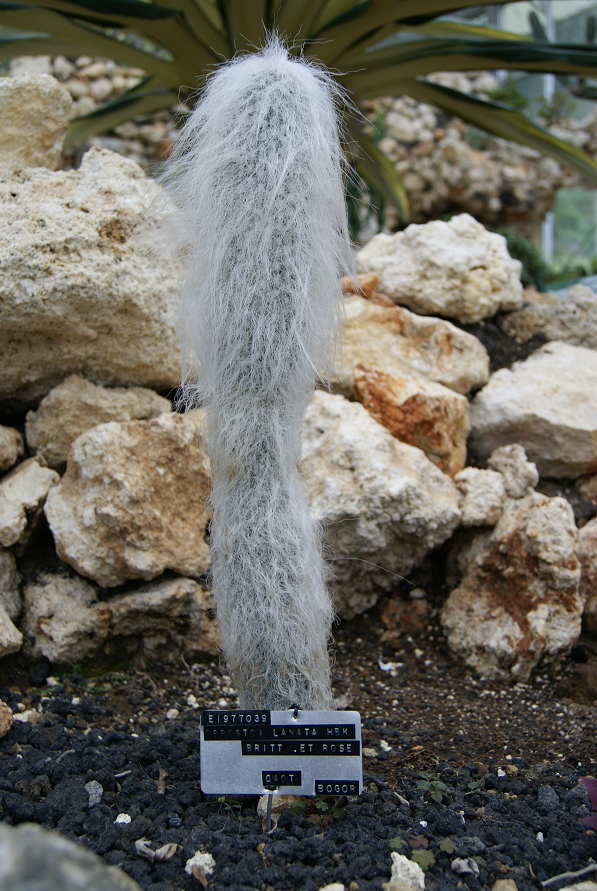
Еспостоя
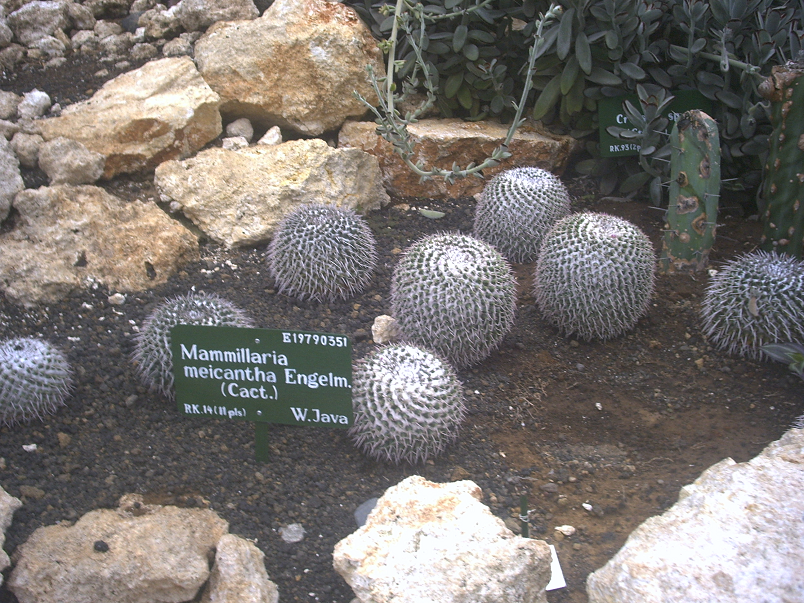
Mammillaria meicantha
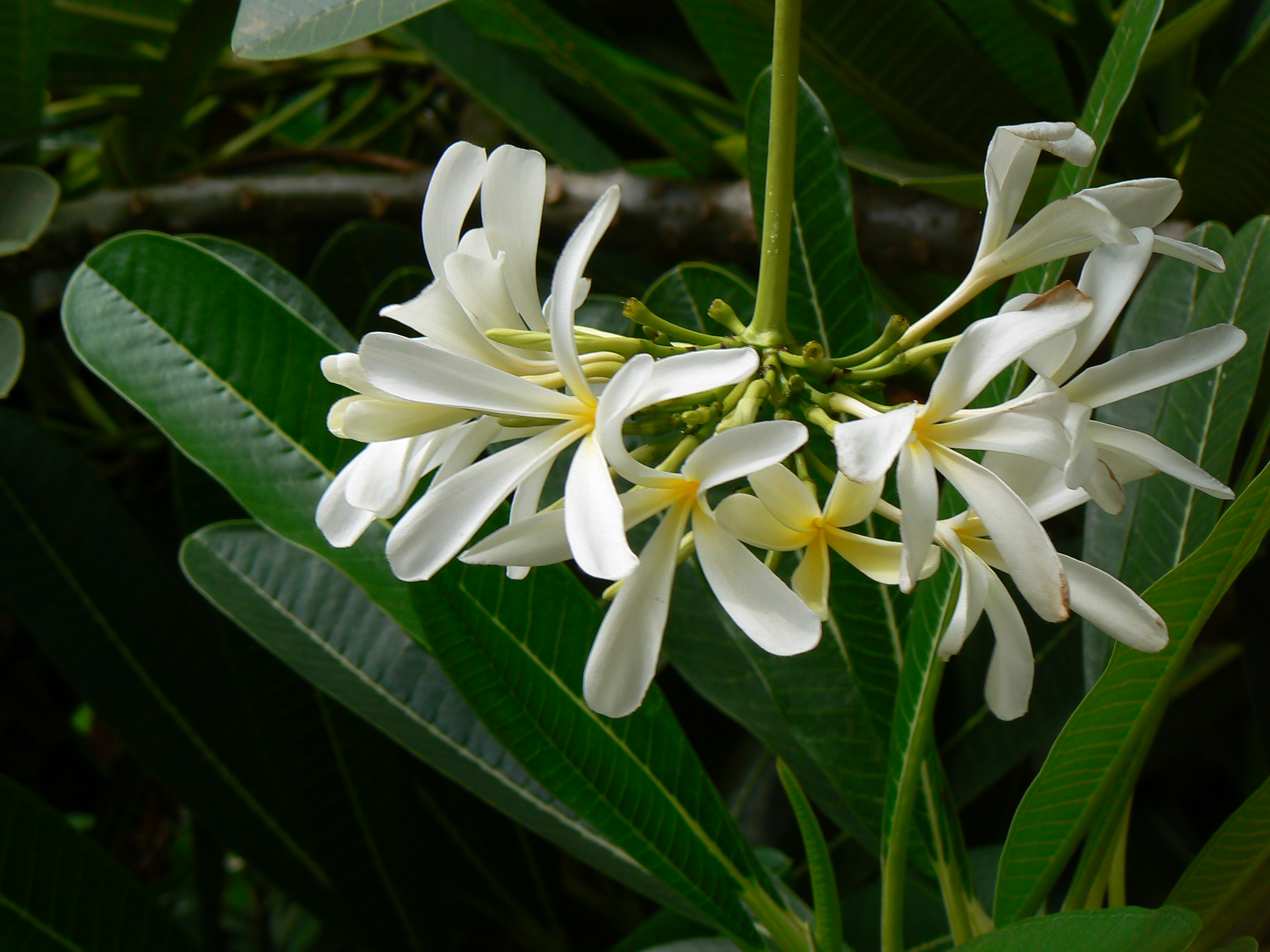
Plumeria stenophilla
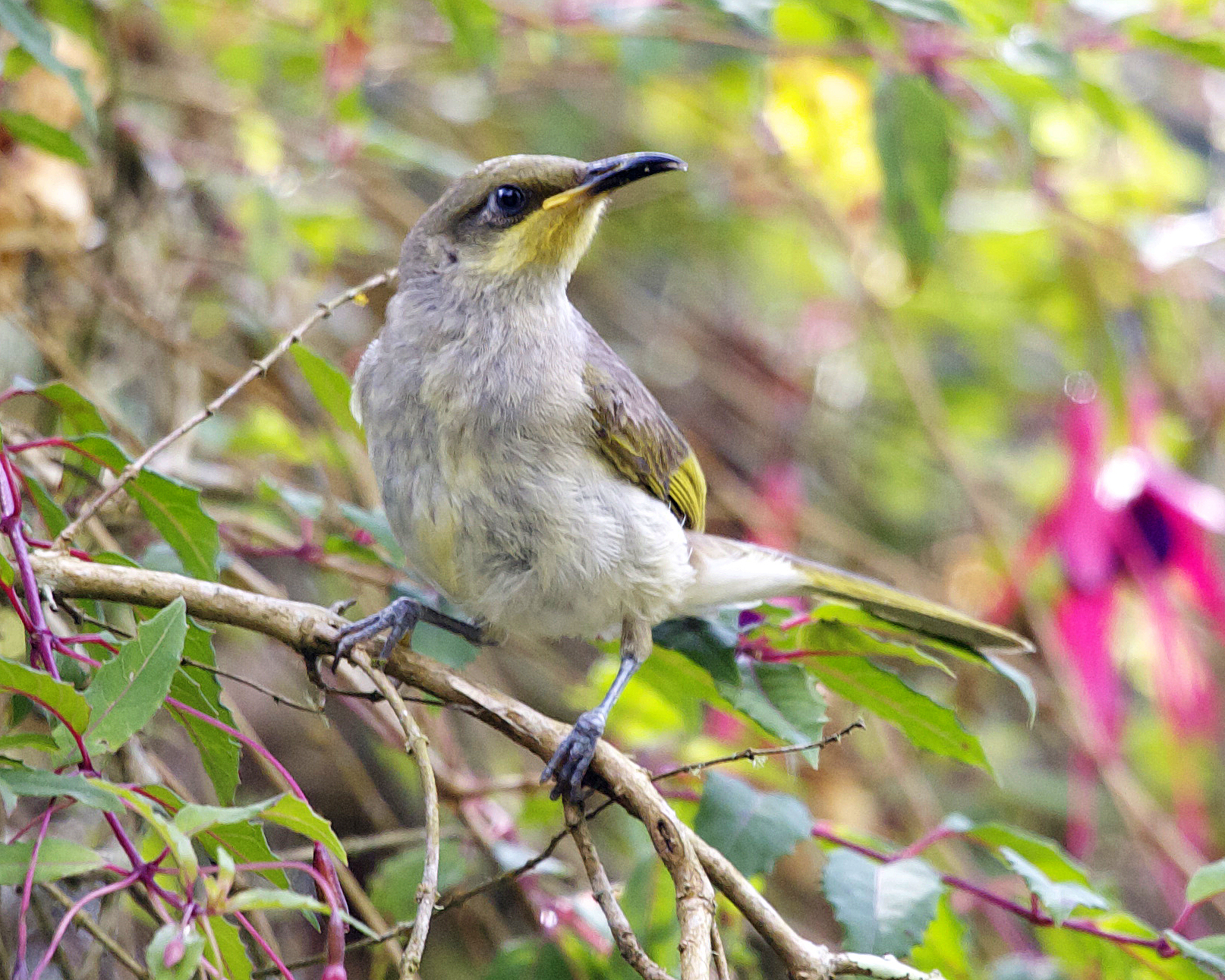
Lichmera limbata